# Frau arqueològic
Un frau arqueològic és l'acció de fabricar o manipular troballes arqueològiques, generalment per tal d'obtenir un benefici econòmic. Aquests objectes solen ser venuts a col·leccionistes i, a vegades, arriben a formar part de la col·lecció d'algun museu o a qüestionar els coneixements de la pròpia arqueologia.
Els fraus arqueològics sovint estan acompanyats de notícies d'excavacions arqueològiques. Al llarg de la història, famoses excavacions com les realitzades a Creta, la Vall dels Reis a Egipte i Pompeia han desencadenat l'aparició d'un gran nombre de fraus arqueològics. Aquestes peces solen ser presentades al mercat i, fins i tot, algunes passen a formar part de les col·leccions privades dels museus i són estudiades seriosament per historiadors.
A principis dels anys 30 el volum de falsificacions era tan considerable que l'expert francès André Vayson de Pradenne va poder dedicar tota una monografia a l'assumpte, Les frauds en archéologie préhistorique (1932). En les últimes dècades, es té constància que la ceràmica precolombina d'Amèrica del Sud ha estat falsificada amb relativa freqüència. Altres exemples populars són el fang de l'Antic Egipte i l'“or” de l'Antiga Grècia. També hi ha hagut falsificacions paleontològiques com el Archeoraptor.

## Motivació
Igual que en la falsificació d'obres d'art, l'objectiu dels fraus arqueològics sol ser el lucre econòmic. El valor monetari d'un objecte que suposadament té milers d'anys d'antiguitat és superior a un altre similar que és venut com un mer "souvenir".
No obstant això, alguns falsificadors arqueològics o paleontològics actuen moguts per altres interessos, sent els més comuns la invenció de proves per defensar un determinat punt de vista, recolzar una teoria amb la qual s'hi té afinitat o guanyar fama i prestigi amb una singular troballa. En altres casos, els experts apunten a sabotatges en els quals el falsificador pretén deixar en ridícul al defensor de la troballa. Per a molts autors això és el que va ocórrer amb l'home de Piltdown.

## Detecció
Els investigadors que pretenen demostrar que es tracta d'un frau arqueològic utilitzen les eines pròpies de l'arqueologia. La datació real de l'objecte realitzada per experts sol ser la prova més sòlida, per aquest motiu recorren a la prova del carboni 14 o a l'anàlisi per activació neutrónica.

## Crítiques de la venda d'antiguitats
Alguns historiadors i arqueòlegs han criticat amb duresa la venda d'antiguitats per obtenir beneficis o millorar les col·leccions privades sense tenir en compte la veracitat científica d'aquests objectes. Algunes peces passen a formar part de col·leccions de museus, malgrat ser de dubtosa qualitat o d'origen incert. Els saquejadors solen robar en llocs arqueològicament importants i venen el que han robat al mercat d'antiguitats, ignorant la datació de les peces i el lloc d'extracció. Alguns antiquaris embelleixen un objecte real per fer-lo més atractiu al comprador, fins i tot venen articles que suposadament van pertànyer a cultures que en realitat no van existir.

## Falsificadors famosos
- Alceo Dossena, escultor del segle xix i autor de moltes estàtues medievals i antigues.
- Shinichi Fujimura, arqueòleg japonès que "plantava" de matinada els artefactes prehistòrics que desenterraven els seus col·laboradors durant el dia.
- Brígido Lara, falsificador mexicà d'antiguitats precolombinas.
- Moses Shapira, proveïdor d'objectes bíblics falsos.
- Tjerk Vermaning, arqueòleg amateur alemany les troballes del qual del Paleolític Mitjà van ser declarats falsos.

## Objectes falsificats populars
- El Gegant de Cardiff.
- L'Home de Piltdown.
- Les tauletes de Glozel, suposadament conservaven les restes de la primera civilització dotada d'escriptura.
- Les Pedres d'Ica.
- El Crani de Calaveres.
- Els guerrers de terracota etruscs.
- La Tiara de Saitafernes del Louvre.
- La pedra rúnica de Kensington.
- Les pintures rupestres de Zubialde (Àlaba) en 1991.
- Les troballes epigràfiques de Iruña-Veleia en 2006.